# Legio Linteata
La Legio Linteata rappresentava un corpo speciale dell'esercito Sannita formato da guerrieri che si erano dimostrati valorosi e capaci in battaglia che formavano una devotio alle divinità protettrici sannite.

## Giuramento e consacrazione
L'iniziazione nella Legione avveniva tramite un complesso rituale durante il quale veniva prestato giuramento di fedeltà alla Legione stessa e dove si consacrava la propria spada e la propria vita alla battaglia. Questo giuramento avveniva per la copertura del recinto in cui era stata consacrata la nobiltà: da qui il nome "Linteata". Dopo questo giuramento i soldati venivano consacrati come guerrieri votati fino al sacrificio estremo per difendere il proprio popolo.
Su questa cerimonia di iniziazione abbiamo una testimonianza scritta ad opera di Livio, che racconta come presso la città di Aquilonia, nel 293 a.C., si radunarono ben 60 000 uomini, tra cui furono scelti 16 000 guerrieri per questa legione, a cui si aggiunse una seconda "legione" di discreta qualità, formata da altri 20 000 uomini. L'archeologia ha poi confermato in parte questa descrizione. Livio aggiunge:
(Livio, Ab Urbe condita libri, X, 38.3.)
(Livio, Ab Urbe condita libri, X, 38.7-11.)

## Armamento
È invece ritenuta molto improbabile la descrizione delle armature dei componenti delle Linteata, che Livio descrive come ricoperte d'oro e argento. Questo per il semplice fatto che i costi di produzione di queste armature sarebbero stati altissimi.
Era invece più probabile che i guerrieri indossassero corazze e schinieri come gli opliti greci, vista l'influenza sui Sanniti delle città della Magna Grecia.
In questo corpo la codardia era punita severamente, infatti chiunque disertasse o si tirasse indietro di fronte al nemico, doveva subire pene e supplizi crudeli, fino ad arrivare alla pena capitale. Questa legione ha partecipato a tutte le Guerre sannitiche.